# Archidiecezja Ndoli
Archidiecezja Ndoli – diecezja rzymskokatolicka w Zambii. Powstała w 1938 jako prefektura apostolska. W 1949 podniesiona do rangi wikariatu apostolskiego. Diecezja w latach 1959–2024. 18 czerwca 2024 papież Franciszek wyniósł ją do rangi archidiecezji i ustanowił ją siedzibą metropolii. 

## Zwierzchnicy

### Prefekt apostolski
- Fr. Francis Costantin Mazzieri – 1938 – 13 stycznia 1949

### Wikariusz apostolski
- Francis Costantin Mazzieri – 13 stycznia 1949 – 25 kwietnia 1959

### Biskupi
- Francis Costantin Mazzieri – 25 kwietnia 1959 – 26 listopada 1965
- Nicola Agnozzi – 1 lutego 1966 – 10 lipca 1975
- Dennis Harold De Jong – 10 lipca 1975 – 17 września 2003
- Noel Charles O’Regan – 1 października 2004 – 16 stycznia 2010
- Alick Banda – 16 stycznia 2010 – 30 stycznia 2018
- Benjamin Phiri – 3 lipca 2020 – 18 czerwca 2024

### Arcybiskupi
- Benjamin Phiri – od 18 czerwca 2024